# Кіміко Мацудзака
Кіміко Мацудзака  (яп. 松坂 季実子 Мацудзака Кіміко, 10 лютого або 21 жовтня 1969, Кобе)  — японська офісна працівниця, колишня порноакторка та еротичнна модель. Саме з появою Мацудзаки пов'язують зростання популярності порноакторок з великими грудьми на початку 1990-х.
Після виходу з порноіндустрії стала працювати в офісі.

## Біографія
Кіміко Мацудзака народилася у Кобе, за інформацією одних джерел — 10 лютого, за іншими — 21 жовтня 1969 року. Навчалася в Жіночому університеті Оцума, де її і знайшов відомий японський порнорежисер Тору Муранісі, що щукав молодих жінок для своєї порностудії.

### Порноіндустрія
В 1989 році Мацудзака підписала контракт з компанією Муранісі Diamond Visual (яп. ダイヤモンド映像, Даямондо ейдзо:). Її сценічний псевдонім став комбінацією прізвища «Мацудзака», від імені японської акторки Кейко Мацудзакі, а ім'я «Кіміко» було взято на честь Кіміко Ікегамі.
Повідомлялося, що обсяг її грудей становив 110,7 сантиметрів, однак швидше за все це було іронічне перебільшення: в японській «110» вимовляється як «ай», а цифри «7» використовується літера катакани «ナ» — «на», таким чином «110,7» — «іі про» звучить схоже на «іі онна» — «порядна жінка». За твердженням Нобухіро МотохасіНобухіро Мотохасі, в реальності обсяг її грудей перевищував 90 см, але не досягав 100 см.
Дебютне відео Мацудзаки Dekkaino, Mekke! (яп. でっか～いの、めっけ!)(яп. でっか～いの、めっけ!) стало хітом продажів і винесло «Diamond Visual» на вершину комерційного успіху, розійшовшись тиражем у кілька тисяч копій незабаром після виходу в продаж 1 лютого 1989 року. «Diamond Visual», надихнувшись успіхом, оголосила перший день кожного місяця «днем величезних грудей» (яп. 巨乳の日, кёню: но хи) і впродовж майже двох років випускала цього дня новий фільм з Кіміко. Друге відео з Мацудзакою, 1107 Millimeter Impression, розпалило «великогрудий бум» "Big Bust Boom" (яп. 巨乳ブーム, "Kyonyu Boom") до межі.
Наприкінці 80-х — початку 90-х Мацудзака з'явилася з Каору Курокі в серії відео, що навчали сексуальної техніки, режисером виступив Тору Муранісі. Мацудзака стала відома як «королева порно».
Паралельно порно Мацудзака завоювала популярність у мейнстримних медіа. Вона озвучила кілька серій аніме Demon Beast Invasion, часто з'являлася на сторінках фотобуклетів і журналів, зокрема Popular Weekly (яп. 週刊大衆)(яп. 週刊大衆) і Tokyo Sports Newspaper (яп. 東京スポーツ新聞)(яп. 東京スポーツ新聞 [Архівовано 27 лютого 2011 у Wayback Machine.]). Разом з актором Ласаллем ІсіїЛасаллем Исии вона записала альбом Soresore dousuruno? (яп. ソレソレどうするの?)(яп. ソレソレどうするの?), який був виданий 25 листопада 1990 року. Мацудзака з'явилася в кількох телесеріалах, а також регулярно брала участь у ток-шоу. Вона також з'являлася в розважальних шоу, таких як All Night Fuji (яп. オールナイトフジ)(яп. オールナイトフジ).
Останній порнофільм за участю Мацудзаки, Sexual Game, вийшов у жовтні 1990 року. Режисер Тору Муранісі назвав її відхід з порно однією з найгірших новин 1990 року. За 1 рік і вісім місяців Кіміко знялася в 21 порнофільмі, за короткий термін зробивши компанію Муранісі «Diamond Visual» однією з найбільших порнокомпаній в Японії. Через рік після відходу Мацудзаки «Diamond Visual» була оголошена банкрутом.
Мацудзака продовжила співпрацю з Муранісі після відходу з «Diamond Visual», знявшись із Каору Курокі в порнофільмі Daikyonyuu: Noshikakaru (яп. 大巨乳　のしかかる)(яп. 大巨乳　のしかかる),, а також зняла сольний фільм Daikyonyuu: Kaikan Shibori (яп. 大巨乳　快感絞り)(яп. 大巨乳　快感絞り), який був випущений в березні 1991 року.
Покинувши порноіндустрію, Мацудзака разом з Каору Курокі відкрила в токійському кварталі Акасака клуб під назвою «Milk Hall» («Молочний зал»). З весни 1991 року вона перестала з'являтися на публіці, посилаючись на проблеми в особистому житті. Пізніше в пресу просочилася інформація, що вона стала працювати в офісі.